# Marcela Mar
Marcela Gardeazábal Baquero (Bogotá, 16 de marzo de 1979), más conocida como Marcela Mar, es una actriz y modelo colombiana.

## Carrera
Inició sus estudios de teatro a los 8 años, cuando sus padres la inscribieron en el Teatro Nacional de Bogotá. 
Logró conquistar a la audiencia en novelas como Sin límites, Todos quieren con Marilyn y Pedro el Escamoso. Además, realizó giras internacionales con la obra Dos Hermanas, y participó en los festivales internacionales de Bogotá y Manizales. Protagonizó la telenovela Pura sangre del canal RCN.
En el cine debutó con la película Satanás, desempeñando el rol femenino principal, a la vez que actuó en la película El amor en los tiempos del cólera.

## Vida personal
Estuvo en una relación con el actor Gregorio Pernía, con quien vivió 5 años y tuvo un hijo, Emiliano. Estuvo casada con el empresario Alfredo Villaveces durante 3 años, en 2019 contrajo matrimonio con el chef Pedro Fernández.

## Filmografía

### Televisión
| Año       | Título                                    | Personaje                                      | Canal                        |
| --------- | ----------------------------------------- | ---------------------------------------------- | ---------------------------- |
| 1998-1999 | Sin límites                               | María Mercedes "Mechas"                        | Caracol Televisión           |
| 1999      | Marido y mujer                            | Daniela Ibáñez                                 | Caracol Televisión           |
| 2001-2003 | Pedro el escamoso                         | Mayerli del Carmen Pacheco Pataquiva           | Caracol Televisión           |
| 2004-2005 | Todos quieren con Marilyn                 | Johana "Brigitte"                              | Canal RCN                    |
| 2007-2008 | Pura sangre                               | Florencia Lagos                                | Canal RCN                    |
| 2009      | Decisiones                                | Karla capitulo (Formando una nueva familia)    | Telemundo                    |
| 2009-2010 | El capo                                   | Marcela Liévano                                | Canal RCN                    |
| 2010      | Operación Jaque                           | Íngrid Betancourt                              | Caracol Televisión           |
| 2010      | Los caballeros las prefieren brutas       | Flora                                          | Caracol Televisión           |
| 2011      | Mentes en shock                           | Dr. Lucía Garfunkel                            | Fox Channel                  |
| 2011      | Infiltrados                               | Coronel Mónica Umaña                           | Caracol Televisión           |
| 2012      | El Talismán                               | Doris de Negrete                               | Univision                    |
| 2012      | Mujeres asesinas                          | Celeste, La sometida                           | Canal RCN                    |
| 2014      | Manual para ser feliz                     | Luisa Saénz                                    | Canal RCN                    |
| 2015      | Demente criminal                          | Laura Montesinos                               | Univision                    |
| 2016-2017 | La Hermandad                              | Isabela                                        | Claro Video                  |
| 2018      | Sitiados                                  | Capitán Francis                                | Fox Premium                  |
| 2018      | La balada de Hugo Sánchez                 | Abril                                          | Netflix                      |
| 2018      | El Chapo                                  | Berta Ávila                                    | Univision                    |
| 2019      | Frontera verde                            | Hermana Raquel                                 | Netflix                      |
| 2022-2024 | Primate                                   | Marina(Temporada 1) / Dra. Casas (Temporada 2) | Prime Video                  |
| 2022      | No fue mi culpa: Colombia                 | Ángela Iregui                                  | Star +                       |
| 2024      | Pedro el escamoso: más escamoso que nunca | Mayerli del Carmen Pacheco Pataquiva           | Caracol Televisión / Disney+ |
| 2025      | Cosiaca                                   | Matilde                                        | Teleantioquia                |

### Cine
| Año  | Título                            | Personaje                     |
| ---- | --------------------------------- | ----------------------------- |
| 2003 | Tres hombres tres mujeres         | Consuelo                      |
| 2005 | Una mujer para armar              | Novia-muñeca                  |
| 2007 | El amor en los tiempos del cólera | América Vicuña                |
| 2007 | Satanás                           | Paola                         |
| 2008 | El ángel del acordeón             |                               |
| 2011 | La cara oculta                    | Verónica                      |
| 2011 | Gordo, calvo y bajito             | Nohora                        |
| 2014 | Cambio de ruta                    |                               |
| 2015 | Abducted (TV Movie)               | Maria                         |
| 2016 | Casa por cárcel                   | Caroline                      |
| 2017 | Traidora                          | Estelle Palmer                |
| 2018 | Besieged                          | Capitán Francis               |
| 2018 | Pickpockets: Maestros del robo    | Fresh´s mother                |
| 2020 | Entre tú y Milagros (corto)       | Lorenza                       |
| 2024 | Mi bestia                         | Eva                           |
| 2024 | UNO: entre el oro y la muerte     | Esmeralda Villalobos          |
| 2024 | Estimados señores                 | Teresa Santamaria de Gonzalez |

### Teatro
- La basura (1996)
- Teatro del Parque (2000).
- Las Bella y las Bestias (2003)
- Dos hermanas (2004)
- Carta de una desconocida (2005)
- Venus en Piel (2014) — Vanda

## Premios y nominaciones

### Premios India Catalina
| Año  | Categoría                         | Telenovela o Serie        | Resultado |
| ---- | --------------------------------- | ------------------------- | --------- |
| 2011 | Mejor Actriz Protagónica de serie | Operación Jaque           | Nominada  |
| 2010 | Mejor Actriz/Actor de Reparto     | El Capo                   | Nominada  |
| 2008 | Mejor Actriz Principal            | Pura sangre               | Nominada  |
| 2006 | Mejor Actriz de Reparto           | Todos quieren con Marilyn | Nominada  |
| 2005 | Mejor Actriz de Reparto           | Todos quieren con Marilyn | Ganadora  |

### Premios TvyNovelas
| Año  | Categoría                         | Telenovela o serie        | Resultado |
| ---- | --------------------------------- | ------------------------- | --------- |
| 2008 | Mejor Actriz Protagónica          | Pura sangre               | Nominada  |
| 2005 | Mejor Actriz de Reparto           | Todos quieren con Marilyn | Ganadora  |
| 1999 | Mejor Actriz Protagónica de serie | Sin límites               | Ganadora  |
| 1999 | Mejor Actriz Revelación           | Sin límites               | Nominada  |

### Otros premios obtenidos
- Festival de Cine Latino en Mónaco.

Premio Especial - Satanas.
- Premio Colombian Young Professionals Association of the USA Houston, Texas.2002

Mejor actriz dramática - Pedro el escamoso.
- Premios Shock Col. 1998

Mejor actriz revelación - Sin Límites.